# Kanał Kłokoczycki
Kanał Kłokoczycki (dawny potok Elsbach) – kanał o charakterze melioracyjnym i powodziowym, położony we Wrocławiu, w północno-wschodniej części miasta. Swój początek kanał bierze na rzece Dobra (bifurkacja), na prawym jej brzegu, w rejonie Ulicy Białych Goździków, pomiędzy osiedlami Pawłowice i Kłokoczyce, z tyłu terenu zakładów Polar (Zakrzów). Kanał biegnie w kierunku południowo-zachodnim. Po minięciu osiedla Kłokoczyce, następuje ujście kanału do rzeki Widawa, pomiędzy osiedlem Kłokoczyce a Biskupicami Widawskimi. Kanał Kłokoczycki jest prawostronnym dopływem Widawy. Kanał należy do kategorii cieków z wodami płynącymi i stanowi odnogę rzeki Dobra. Kanał został utworzony w 1974 roku podczas przebudowy układu koryt rzeki Dobra. Przebiega w przybliżeniu po trasie dawnego ramienia północnego rzeki Dobra, natomiast sama rzeka została uregulowana, a jej koryto współczesne zostało poprowadzone bliżej przebiegu jej południowego ramienia, choć samo ujście zostało zlokalizowane około 1 km powyżej dawnego ujścia.
Nad kanałem przerzucone są niewielkie mosty drogowe, między innymi w ciągu Ulicy Białych Goździków i Ulicy Kłokoczyckiej. Przy tym pierwszym moście, w początkowym biegu kanału, znajduje się zasuwa powodziowa, umożliwiająca ewentualne odcięcie wód wezbraniowych rzeki Dobra, dla których wartość przepływu przekraczałaby maksymalną przepustowość kanału, tak aby ich przejście nie zagrażało osiedlu Kłokoczyce, przez które przebiega kanał. Niegyś nad dawnych potokiem Elsbach istniał młyn wodny (odnotowany w 1785 roku, zniszczony w 1945 roku).